# Ichinoseki
Ichinoseki (japanska: 一関市 ?, Ichinoseki-shi) är en stad i Iwate prefektur i Japan. Staden fick stadsrättigheter 1948.

## Kommunikationer
Ichinoseki station ligger på Tōhoku Shinkansen-linjen som ger förbindelse med höghastighetståg till Tokyo och Morioka.